# Pediobius thakerei
Pediobius thakerei är en stekelart som först beskrevs av Subba Rao 1957.  Pediobius thakerei ingår i släktet Pediobius och familjen finglanssteklar. Inga underarter finns listade i Catalogue of Life.